# هاینرسدورف، اشتایرمارک
هاینرسدورف (به آلمانی: Hainersdorf) یک منطقهٔ مسکونی در اتریش است که در هارتبرگ فورستنفلد واقع شده‌است. هاینرسدورف ۱۷٫۳۲ کیلومتر مربع مساحت دارد ۲۹۵ متر بالاتر از سطح دریا واقع شده‌است.